# Рафальчук Віктор Казимирович
Віктор Казимирович Рафальчук (* 30 травня 1962, Соснівка, Львівська область) — радянський та український футболіст. Півзахисник, виступав, зокрема, за «Карпати» і СКА «Карпати» (Львів), «Дніпро» (Дніпропетровськ), польську «Корону» (Кельці), «Галичину» (Дрогобич), СК «Скіфи» (Львів) і «Поділля» (Хмельницький).

## Життєпис
Вихованець Львівського спортінтернату. Перший тренер — Ярослав Дмитрасевич.
Закінчив Львівський державний інститут фізичної культури.
Починав кар'єру в сезоні 1981 у львівських «Карпатах», а після об'єднання команди зі СКА почав виступати за новоутворений СКА «Карпати» (Львів), за який провів аж 7 сезонів (1982—1988). У 1988—1989 роках провів 2 гри за вищоліговий дніпропетровський «Дніпро», який у сезоні 1988 став чемпіоном СРСР. Після відновлення «Карпат» навесні 1989 року повернувся до Львова, щоб виступати за цю команду.
У 1992 році провів 6 матчів (1 гол) за польський клуб «Корона» (Кельці). Потім виступав за «Авангард» (Жидачів), «Галичину» (Дрогобич), СК «Скіфи» (Львів) і «Поділля» (Хмельницький).
Мав добре поставлений удар з обидвох ніг, відзначався високою індивідуальною технікою, великою працедатністю і мисленням на полі. Нині виступає за команду ветеранів «Карпат» (Львів).